# Platin(II) bromide
Platin(II) bromide là một hợp chất vô cơ có công thức hóa học PtBr2. Bột màu lục đậm này là tiền thân phổ biến của các hợp chất platin-bromide khác. Giống như palađi(II) chloride và palađi(II) bromide, nó là một hợp chất chỉ hòa tan trong các dung môi hoặc với sự có mặt của các phối tử.

## Sử dụng
Có thể điều chế phức hợp carben kim loại của platin bằng cách đun nóng platin(IV) bromide với tiền chất NHC, muối imidazoli và natri axetat trong đimetyl sunfoxide.

## Hợp chất khác
PtBr2 còn tạo một số hợp chất với NH3, như trans-PtBr2·2NH3 là tinh thể vàng tan ít trong nước lạnh và nước nóng, dạng cis- là tinh thể hình kim màu vàng đến vàng kim loại hay PtBr2·4NH3·1½H2O là tinh thể lăng kính không màu, tan trong nước và bị mất nước ở 100 °C (212 °F; 373 K).
PtBr2 còn tạo một số hợp chất với N2H4, như PtBr2·2N2H4·H2O là tinh thể hình kim màu trắng.
PtBr2 còn tạo một số hợp chất với NH2OH, như PtBr2·2NH2OH·2H2O là tinh thể hình kim màu vàng hay PtBr2·4NH2OH là tinh thể lục nhạt.
PtBr2 còn tạo một số hợp chất với CS(NH2)2, như PtBr2·4CS(NH2)2 là bột/tinh thể vàng.